# Anna Faris
Anna Kay Faris, rojena 29. novembra 1976,  je ameriška igralka, voditeljica podkasta in pisateljica. Najbolj je znana po svojih vlogah v različnih komedijah, posebno pa po svoji vlogi kot Cindy Campbell v filmu Scary Movie film series (2000–2006). Pojavila se je tudi v drugih filmih, kot so: The Hot Chick (2002), May (2002), Lost in Translation (2003), Gora Brokeback (2005), Just Friends (2005), My Super Ex-Girlfriend (2006), Smiley Face (2007), The House Bunny (2008), What's Your Number? (2011), The Dictator (2012), and Overboard (2018).
Imela je tudi vlogo v priljubljeni seriji Prijatelji (angleško Friends), kjer je igrala Erico in v seriji Mama (angleško Mom), kjer je igrala Christy Plunkett. Svoj glas je posojala tudi različnim animiranim filmom, kot je Alvin in veverički (2009–2015).

## Zgodnje življenje
Farisova se je rodila 29. novembra 1976 v Baltimoru v Marylandu kot drugi otrok Jacka, profesorja sociologije, in Karen Faris, učiteljice otrok s posebnimi potrebami. Oba starša sta se rodila v Seattlu in se preselila v Baltimore, kjer je Jack Faris dobil službo na univerzi Towson. Kasneje so se preselili v Edmonds v Washingtonu. 
Faris ima starejšega brata Roberta, ki je tudi sociolog in profesor na fakulteti v Kaliforniji.
V intervjujih je svoje starše opisala kot "ultra liberalce" 
in da njiju z bratom nista vzgajala religiozno,  vendar vseeno zelo konzervativno in v tradicionalnem vzdušju. Pri šestih letih sta jo starša vpisala v dramski klub, ker sta jo spodbujala k temu, da postane igralka. Faris je kot otrok rada gledala predstave in jih je kasneje ustvarjala tudi sama v svoji sobi s svojimi prijatelji. V intervjujih je povedala, da si je pogosto predstavljala, da lahko njen zobni aparat govori in da nastopa v pogovornih oddajah. 
Faris je obiskovala Edmonds-Woodway High School, kjer je tudi leta 1994 maturirala. Med srednjo šolo je velikokrat igrala na odru v Seattlu. Enkrat se je opisala kot "čudak iz dramskega kluba" in povedala, da je v šolo velikokrat nosila krilo v obliki božične smreke. Po srednji šoli je obiskovala univerzo Washingtona, kjer je leta 1999 diplomirala iz angleške literature. Čeprav je oboževala igranje, si Faris ni nikoli predstavljala, da bo doživela slavo, ampak je hotela z igranjem zaslužiti le nekaj denarja ob strani, da bi lahko izdala svojo knjigo. 
Po faksu je razmišljala o potovanju v London, kjer je želela sprejeti službo receptorke, vendar si je v zadnjem trenutku premislila in se preselila v Los Angeles in tam dobila tudi svojo prvo pravo vlogo. 
Starša sta jo spodbujala, da se je že v mladosti začela ukvarjati z igranjem, , njen prvi profesionalni nastop pa je imela pri devetih letih v trimesečni izvedbi Arthur Millerjeve predstave "Nevarnost: spomin!" v Seattlu. Za vlogo je zaslužila 250 dolarjev, kar je bilo zanjo takrat "ogromno". "Počutila sem se, kot da se valjam v zlatu," se je spominjala.  
Nadaljevala je z igranjem  Scout v produkciji  Ubiti posmehovalca  v gledališču v Washingtonu, nato pa je imela glavno vlogo v Heidi in kasneje je še igrala Rebecco v' 'Our town. V srednji šoli se je pojavila v reklami za zamrznjeni jogurt. Približno v tem času je bila njena "tretja ali četrta služba" usposabljanje za Red Robin, ki je bil v tem času prodajalna hamburgerjev na zahodni obali ZDA. 

## Kariera

### 1996–2006: Zgodnje delo in franšizaScary Movie
Faris je imela majhno vlogo v televizijskem filmu "Deception: A Mother's Secret", kjer je igrala lik po imenu Liz, kasneje pa je igrala stransko vlogo v drami "Eden", ki je bil prikazana leta 1996 na Sundance Film Festival. Njena prva večja filmska vloga je prišla kmalu po fakulteti, v neodvisnem slasher filmu   Lovers Lane (1999), kjer je igrala nesrečno navijačico. Film je dobil malo pozornosti, kritiki pa so imeli mešane odgovore nanj. 

Farisova prelomna vloga je prišla leta 2000, ko je igrala v grozljivki oziroma v parodičnem filmu Scary movie, kjer je upodobila Cindy Campbell, ki naj bi predstavljala neko igro lika Sidney Prescott v trilerju Scream. To je bil njen prvi veliki zaslužek, saj se je  prej pojavljala le v majhnih in stranskih delih v gledaliških in nizkoproračunskih predstavah. Izkušnja se ji je zdela "odličen zagon", kot je leta 2009 povedala za britanski "The Guardian" 'in pojasnila, da "pred tem ni naredila veliko."  Scary Movie je bil velik komercialni uspeh in se je uvrstil na lestvico blagajn z 42 milijoni USD bruto začetka ob koncu tedna. Po vsem svetu pa je zaslužil 278 milijonov ameriških dolarjev. Za svojo predstavo je Faris prejela nominacije za MTV Movie Award za najboljšo prebojno predstavo  in MTV Movie Award za najboljši poljub na podelitvi nagrad MTV Movie Awards 2001. Nato je ponovno upodobila Cindy v filmu Scary Movie 2, ki je izšel 4. julija 2001.
Njena naslednja filmska vloga je bila lezbična kolegica osamljene in travmatizirane mlade ženske v neodvisnem psihološkem trilerju May (2002), ki je bil premierno predstavljen na Sundance Film Festival in je izšel v izbranih kinodvoranah.  V svojem pregledu filma je "The Digital Fix" menil, da je "eden najboljših primerov neodvisnega snemanja ameriških žanrov", in trdil, da je Faris svojo vlogo igrala "z nalezljivo stopnjo navdušenja, ki je pogosto prestopila mejo neverjetnega nastopa."  Kasneje je leta 2002 je skupaj z Robom Schneiderjem in Rachel McAdams igrala v komediji The Hot Chick, ki govori o najstnici, katere um se je čarobno zamenjal z mislijo 30-letnega kriminalca. Imel je skromen komercialni uspeh, saj je po vsem svetu zaslužil 54 milijonov ameriških dolarjev.
Leta 2003 je bila Faris "poklicana v zadnjem trenutku", da igra z Bill Murray in Scarlett Johansson v drami Lost in Translation, kjer je igrala "mehurčkasto, ekstrovertirano" igralko, ki se je srečevala s starajočim se igralcem v Tokiu.  Zdelo se ji je, da ji je film dal priložnost, da "malo bolj" spozna njeno delo, in ga je označila za "najboljšo izkušnjo v svojem življenju" v tistem času. Medtem ko je Variety revija pripomnila, da Faris "prispeva zabaven obrat", New York Times pa je zaključil, da igralka, "ki se je komaj povzpela na vrh s Scary movie prihaja do polnega, ljubečega in dražilnega življenja kot živahna zvezdnica [...] in da ji bo ta film zagotovil igralsko kariero." Lost in Translation je po vsem svetu zaslužilo 119,7 milijona ameriških dolarjev. Leta 2003 pa je ponovno igrala Cindy v franšizi Scary Movie 3.
Leta 2004 je Faris debitirala v zadnji sezoni sitcoma Prijatelji v ponavljajoči se vlogi Erice, matere, čigar dvojčka posvojita Chandler Bing in Monica Geller. Poleti istega leta je posnela majhen del v drami Brokeback Mountain (2005). Ker je njen lik imel le en prizor v filmu, je na snemanju preživela le dva dni. Za film je Faris skupaj s svojimi soigralci prejela nominacijo Nagrada Ceha filmskih igralcev za izjemno predstavo v vlogi igralca.
Faris je leta 2005 igrala v komedijah Waiting ... in Just Friends, obe skupaj z Ryan Reynolds. Waiting ... je bila neodvisna produkcija o uslužbencih restavracij, ki skupaj s svojimi noricami preprečujejo dolgčas in odraslost.  Z 3 milijonskim proračunom je zaslužil 18,6 milijona ameriških dolarjev, recenzent "View Londona" je pripomnil, da je režiser "sestavil spodobno komično zasedbo" in je menil, da jim "ne daje skoraj ničesar za početi. Reynolds in Faris sta bila v "Just Friends" smešna skupaj, zato je škoda, da sta njuna talenta v takem filmu tako zapravljena."
V filmu Just Friends je Faris upodobila Samantho James, nastajajočo, obsedeno pop pevko, ki je pristala v New Jerseyju z nekdanjim debelim piflarjem (ki ga igra soigralec Reynolds), vendar zdaj uspešnim producentom. FIlm je po vsem svetu zaslužil 50,9 milijona ameriških dolarjev.  Z njim si je Faris prislužila nominacijo za MTV Movie Award in dve nominaciji za Teen Choice Award. 
Četrti in zadnjič je igrala Cindy Campbell v filmu Scary movie 4, ki je bil premierno predstavljen 14. aprila 2006. Namenjen je bil kot zadnje poglavje v franšizi, vendar je izšel še peti del filma Scary movie 5 12. aprila 2013; Faris se v tem delu ni vrnila v vlogo Cindy Campbell.  Leta 2006 se je pojavila nasproti Uma Thurman in Luke Wilson v romantični komediji My Super Ex-Girlfriend, kjer je igrala Hannah, ki hodi z nevrotičnim in agresivnim superjunakom (Thurman). Medtem ko je bil kritični odziv mešan, je pa film po vsem svetu zaslužil 61 milijonov ameriških dolarjev, Faris in Thurman pa sta bila nominirana za MTV Movie Award for Best Fight. 

### 2007–2012: Dvih na mesto slavnih
V neodvisni stoner komediji  Smiley Face (2007) je Faris igrala v vlogi Jane F, mlade ženske, ki ima vrsto ponesrečenj, potem ko je pojedla veliko število piškotov prevlečenih s konopljo. Premiera je bila na Sundance Film Festival  in film je prejel omejeno gledališko predvajanje v Los Angeles. Ocene so bile v veliki meri pozitivne; glede na zbirno spletno mesto filmskih kritikov Rotten Tomatoes so se pisatelji strinjali, da je "njen svetel nastop in ostra režija Gregga Arakija" naredila film "več kot povprečna stoner komedija". Prislužil ji je nagrado "Stonette of the Year" pri reviji High Times. 
Nastopila je nasproti Diane Keaton in Jon Heder v majhni komediji Mamin fant, kjer je igrala ambiciozno pevko in ljubezensko zanimanje 29-letnega narcisista Hederja. Distribuiran za omejeno izdajo le v nekaterih delih Združenih držav Amerike, je bil film premierno prikazano 30. novembra 2007 v mlačnih kritičnih in komercialnih odzivih. Sledila mu je z glavno vlogo v mainstream celovečercu, komediji The House Bunny , kjer se je pojavila kot Shelley, nekdanja Playboy zajčica, ki se po izgonu iz dvorca Playboy prijavi za "hišno mamo" nepriljubljenega sestrstva. Čeprav je prejel povprečne ocene, so bili kritiki soglasno naklonjeni Farisovemu delu,  Film je bil izdan 22. avgusta 2008 v ZDA, v svetovnem gledališču pa je zaslužil 70 milijonov ameriških dolarjev.
Farisin prvi film leta 2009 je bila britanska znanstvenofantastična komedija Pogosto zastavljena vprašanja o potovanju skozi čas, ki sledi dvema družbenima izobčencema in njunemu ciničnemu prijatelju, ki se skušata potovati skozi čas sredi britanskega puba. Faris je igrala Cassie, dekle iz prihodnosti, ki sproži pustolovščino.The Guardian je njen videz opisal kot "zmeden".  Najprej je se je ta film predvajal le po Veliki Britaniji, kasneje pa je dobil več premiernih predavanj po vsej Evropi. V črni komediji Opazuj in poročaj (2009) je Faris igrala nasproti Seth Rogen in upodobila nasramno uslužbenko kozmetičnega pulta, v katero se je Rogen zaljubil. Ta vloga jo je pritegnila, saj ji je dala priložnost, da igra "grozen lik" in ne običajne "vloge, kjer mora osvojiti občinstvo ali osvojiti fanta in biti očarljiva". Pojavile so se polemike v zvezi s prizorom, v katerem Rogen seksa s Farisovim alkoholiziranim značajem, različne zagovorniške skupine pa so komentirale, da je to posilstvo.  Observe and Report je ustvaril 26 millijonov dobička. Faris je tudi posodila glas ljubezenskem zanimanju znanstvenika v animiranem filmu  Oblačno z možnostjo mesnih kroglic kot tudi Jeanette Miller (ena od veveričk) v filmu Alvin in veverički 2, oba sta bila uspešna na blagajni.
Faris je igrala v računalniško animiranem igranem filmu  Yogi Bear kot režiserka dokumentarnih filmov o naravi, ki se spoprijatelji z naslovnim likom. Izdal ga je Warner Bros 17. decembra 2010 in prejel v glavnem negativne kritike.  The Hollywood Reporter se je spraševal, "kaj za vraga" ji je bilo, ko je privolila, da bo igrala svojo vlogo v tem filmu. Film pa je, kljub slabim kritikam, po vsem svetu zaslužil 201 milijonov dolarjev.
Naslednja Farisina filmska izdaja je bila retro komedija Take Me Home Tonight), o skupini prijateljev, ki so se zabavali v eni poletni noči v osemdesetih letih. Film je bil posnet leta 2007, štiri leta pozneje, 4. marca 2011, pa je prejel široko gledališko predstavo, poleg tega pa še negativne kritike in slabe zaslužke. Faris pa je prejela nominacijo Teen Choice Award za filmsko igralko Choice - Comedy (igralko v komediji). V naslednjem filmu What's Your Number? je imela glavno vlogo in je bila tudi njegova izvršna producentka. V njem se je pojavila z Chris Evans. V filmu je igrala žensko, ki se ozre na zadnjih 19 moških, s katerimi je imela odnose, in se sprašuje, ali je eden od njih njena prava ljubezen. Zbral je na splošno povprečne ocene, kritiki so ugotovili, da je bila vloga Faris "ostra kot vedno", vendar se jim je zdelo, da je zapravljena v "tej predvidljivi komediji". Film je izšel 30. septembra 2011 in po vsem svetu zaslužil 30 milijonov USD. Svojo glasovno vlogo je ponovila tudi v filmu Alvin in veverički 3, ki je izšel 16. decembra 2011.
Njena naslednja filmska vloga je bila kot aktivistka za človekove pravice, ki se je spoprijateljila z avtokratom v politični satiri Diktator (2012), skupaj z Sacha Baron Cohen. Faris, ki si je želela sodelovati z Baronom Cohenom, saj je bila njegova oboževalka že več let, je izjavila, da je "90 odstotkov" igranja v filmu improvizirano. Kritiki so ga dostojno ocenili, pri čemer je Farisova vloga požela podoben sprejem; Los Angeles Times ji je rekel, da je "izstopala v filmu" in izjavil, da jo je "zaradi njenega govora bilo tako zabavno gledati." Film je bil uspešen na blagajni, saj je po vsem svetu zaslužil 179 milijonov USD in Faris prislužil nagrado za zvezdo leta pri Nacionalnem združenju lastnikov gledališč.

### 2013–danes: Nadaljevanje komičnih vlog
Leta 2013 je Faris tretjič nastopila s tedanjim možem Chris Pratt (prvič v filmu Take me home tonight in drugič v filmu What's your number?) v segmentu Movie 43, neodvisni črni komediji z 14 različnimi zgodbami, pri čemer ima vsak segment različnega režiserja. Kritiki so film sovražili, pri čemer so ga iz Chicago Sun-Times imenovali "nekaj groznega." V britanski romantični komediji I Give It a Year (2013) je Faris igrala staro ljubezen pisatelja (Rafe Spall), ki se je na hitro poročil. Film je izšel kmalu po Movie 43, zato je bil deležen mešanih kritik in je v Veliki Britaniji doživel komercialni uspeh.
Faris je dobila glavno vlogo v CBS seriji Mama, ki je debitirala 23. septembra 2013. Njen lik je Christy, na novo trezna samohranilka, ki poskuša ustvariti novo življenje v Napa dolini. Serija je v šestih sezonah postala tretja najbolj gledana komedija na televiziji in je prejela na splošno pozitivne ocene.  Vulture jo je imenoval "najbolj nadarjena komična igralka svoje generacije", kritik Mark A. Perigard pa je v svoji sodbi zapisal: "To je temen material, vendar ga Faris uravnoteži z resnično prvinskostjo, ki je sposobna iztrgati smeh iz najbolj neškodljivih vrstic.". Bila je nominirana za eno nagrado Prism in dve People's Choice Awards. Leta 2020 je Faris po sedmih sezonah zapustila serijo. 
Faris je ponovila svojo glasovno vlogo v nadaljevanju animirane znanstvenofantastične komedije Oblačno z možnostjo mesnih kroglic 2, ki je v kinodvoranah izšla štiri dni po premieri Mame na televiziji. Tako kot prvi film je tudi "Meatballs 2" komercialno uspel in je po vsem svetu zaslužil 274,3 milijona USD. Naslednje leto je imela neakreditirano sceno v zaključnem nizu akcijske komedije 22 Jump Street. Faris se je pojavila v segmentu, imenovanem 30 Jump Street: Flight Academy.
Faris in soigralka iz serije Mom Allison Janney sta gostili 41. nagrado People's Choice Awards, ki je potekala 7. januarja 2015. Novembra 2015 je začela z Unqualified,  ki je njen podkast,kjer daje brezplačne nasvete  skupaj z producentko Sim Sarno. Faris je voditeljica podkasta, ki ga sestavljajo intervjuji s slavnimi osebami in kulturniki ter telefonski klici poslušalcev, ki prosijo za nasvet. Faris je bila navdihnjena za ustvarjanje podkasta, potem ko je poslušala Serial in ob razlagi razvoja ideje o svojem podkastu je dejala: "Rada govorim o odnosih; to je vse, o čemer želim govoriti s prijatelji. In potem sem pomislila, da si nekako želim hobi [...]. Zato sem začel spraševati nekaj prijateljev in vprašala prijatelja, ki je tehnični proizvajalec, kakšno opremo naj kupim na Amazonu in potem sem začela snemati svoje prijatelje. Od maja 2018 je izšlo 122 epizod podkasta.
Faris je ponovila svojo glasovno vlogo v filmu Velika Alvintura Leta 2016 se je na kratko pojavila kot pretirana verzija sebe v akcijski komediji Keanu, and starred in the music video for the song "Hold On To Me" by Mondo Cozmo. Leta 2017 je Faris dala glas enemu od glavnih junakov, Jailbreak, v animirani komediji CG Film o emojijih. To je bil tudi njen drugi Sonyjev animirani film poleh Oblakov z možnostjo mesnih kroglic. 
Faris je oktobra 2017 izdala svojo prvo knjigo "Nekvalificirano"; opisala jo je kot  del "spominov", vključno z zgodbami o tem kakšna je bila v osnovni šoli, kako je našla in obdržala prijateljice, ter se spopadla s pritiskom zabavne industrije in starševstva.  
Knjiga je po mnenju Amazona postala ena izmed "najboljših 20 uspešnic v jeseni", in je prejela pozitiven kritični odziv; The New York Times je ugotovil, da je knjiga "lahkomiselno samoumevna, mimogrede profana in občasno surova, resna in topa, tako kot sama gospa Faris," The Ringer pa je pripomnil, da je knjiga Nekvalificirano opazna, ostra in presenetljivo razkriva ne le vse o Farisovi romantični zgodovini, ampak tudi o širših razlikah med sodobnimi moškimi in ženskami v Hollywoodu.
V Overboard (2018), remake leta 1987, v glavnih vlogah z Goldie Hawn in Kurt Russell, je Faris igrala samohranilko, delavsko mamo, ki razvajenega bogatega playboya (Eugenio Derbez), ki trpi zaradi amnezije, prepriča, da sta poročena. Medtem ko so publikacije, kot sta Indie Wire in Film Inquiry, pohvalile kemijo med Derbezom in Farisom, je večina kritikov menila, da je film "slabo uporabil očarljivost" Anne Faris. To je bila njena prva vodilna filmska vloga od leta 2011.  Overboard je bil komercialni uspeh, saj je po vsem svetu zaslužil več kot 91,2 milijona ameriških dolarjev.

## Javna podoba
V svoji karieri je Faris več publikacij označil za eno "najbolj nadarjenih komičnih igralk" svoje generacije. Revija Cosmopolitan jo je leta 2010 razglasila za "Cosmovo zabavno neustrašno žensko leta"  in Tad Friend jo je v The New Yorker opisal kot "najbolj izvirno hollywoodsko komično igralko."
Čeprav so bili nekateri njeni filmi kritično predstavljeni ali pa so bili neuspešni na blagajni, Faris ostaja v večini pogosto priznana zaradi svojih upodobitev; The A.V. Club je izjavil, da je "z veseljem gledati" Faris na platnu, in jo opisal kot "nadarjenega, všečnega komika, ki je ponavadi najboljši element mnogih groznih filmov." Dana Stevens iz revije Slate je v svojem mnenju za Farisovo zapisala: "Boljša kot katera koli sodobna komičarka, ki si jo lahko omislim." Večina kritikov se strinja, da njena neodvisna komedija iz leta 2007 Nasmejan obraz ostaja eden njenih najboljših filmov; Los Angeles Times je pripomnil, da je bil ta film "priložnost, da igralka pokaže, da lahko nosi film, sestavljen iz pogosto smešnih nenehnih nezgod." Ne glede na to, kako nesramno ali neumno se obnaša Farisina Jane, ostaja blaženo privlačna - takšne so Farisove neustrašne komične sposobnosti in svežina njene sijoče blond lepote. Faris se je v svoji karieri pojavljala na naslovnicah in foto sejah več revij; krasila je naslovnico septembrske izdaje Raygun, v naslednjih letih pa je seznam vključeval še Playboy, Self, Cosmopolitan. Predstavljena je bila v GQ UK junija 2001 v sliki "Young Hollywood". Leta 2004, 2009, 2010 in 2011 je bila uvrščena na 57, 39, 42 in 44 mesto v reviji Maxim 'Hot 100'. Leta 2009 je bila uvrščena na 60. mesto v kategoriji FHM "100 najbolj seksi žensk na svetu", leta 2010 pa na 96. mesto na istem seznamu. Revija Vprašajte moške jo je tudi uvrstila na 78. mesto na svojem seznamu "100 najbolj zaželenih žensk na svetu" leta 2009.

## Zasebno življenje
Faris je začela hoditi z igralcem Benom Indro kmalu po tem, ko sta se spoznala na snemanju indie slasher filma Lovers Lane.  Poročila sta se junija 2004. Faris je aprila 2007 vložila zahtevo za ločitev zaradi nezdružljivih razlik. V okviru njune ločitvene pogodbe, ki je bila sklenjena februarja 2008, se je strinjala, da bo Indri poleg drugega premoženja in delujočih licenčnin plačala 900.000 dolarjev.
Med ločitvijo leta 2008 od Indre in po snemanju filma "The House Bunny" je Faris dobila prsne vsadke, kar je prvič razkrila v intervjuju za The New Yorker aprila 2011. Dejala je, da se je počutila seksi, ko nosi podloženi nedrček, da bi igrala Playboyevo zajčico in da njena odločitev "ni bila stvar kariere - bila je stvar ločitve." Od takrat je odprta za pogovor o njenem povečanju prsi in je v svojih spominih "Nekvalificirano" zapisala, da je bila prej negotova glede svojih prsi.
Faris se je z igralcem Chrisom Prattom srečala v začetku leta 2007 pri branju scenarija v Los Angelesu za film Take Me Home Tonight; v filmu sta bila njuna lika ljubezenska interesa. Hoditi sta začela kmalu zatem, zaročila sta se konec leta 2008 in poročila 9. julija 2009 na manjši slovesnosti na Baliju v Indoneziji. Skupaj imata sina Jacka, ki se je rodil 25. avgusta 2012, devet tednov prezgodaj in je pred odhodom domov preživel mesec dni na intenzivni negi. Družina je živela v Hollywood Hills v Los Angelesu. 6. avgusta 2017 je par napovedal ločitev   in 1. decembra 2017 sta vložila zahtevo za ločitev. 16. oktobra 2018 je bilo objavljeno, da je ločitev dokončana.
Faris naj bi se septembra 2017 začela srečevati s snemalcem Michael Barrett, katerega je spoznala med delom na filmu Overboard. V intervjuju februarja 2020 na The Late Late Show with James Corden je potrdila govorice o njuni zaroki. Leta 2021 je potrdila, da sta se poročila na sodišču v zvezni državi Washington.
Novembra 2019 med večerjo za zahvalni dan je Faris skupaj z njenimi gostji začela doživljati skrivnostne zdravstvene simptome v najemniški koči na jezeru Tahoe. Prvi lokalni odzivniki so odkrili koncentracijo ogljikovega monoksida šestkrat nad priporočeno največjo vrednostjo.

## Filmografija

### Film
| Leto | Naslov                                       | Vloga                      | Dodatne informacije |
| ---- | -------------------------------------------- | -------------------------- | ------------------- |
|      |                                              |                            |                     |
| 1996 | Eden                                         | Dithy                      |                     |
| 1999 | Lovers Lane                                  | Jannelle Bay               |                     |
| 2000 | Scary Movie                                  | Cindy Campbell             |                     |
| 2001 | Scary Movie 2                                | Cindy Campbell             |                     |
| 2002 | May                                          | Polly                      |                     |
| 2002 | The Hot Chick                                | April                      |                     |
| 2003 | Winter Break                                 | Justine                    |                     |
| 2003 | Lost in Translation                          | Kelly                      |                     |
| 2003 | Scary Movie 3                                | Cindy Campbell             |                     |
| 2005 | Southern Belles                              | Belle Scott                |                     |
| 2005 | Waiting...                                   | Serena                     |                     |
| 2005 | Brokeback Mountain                           | Lashawn Malone             |                     |
| 2005 | Just Friends                                 | Samantha James             |                     |
| 2006 | Scary Movie 4                                | Cindy Campbell             |                     |
| 2006 | My Super Ex-Girlfriend                       | Hannah Lewis               |                     |
| 2006 | Guilty Hearts                                | Jane Conelly               |                     |
| 2007 | Smiley Face                                  | Jane F.                    |                     |
| 2007 | Mama's Boy                                   | Nora Flanagan              |                     |
| 2008 | The House Bunny                              | Shelley Darlington         | Tudi producentka    |
| 2008 | The Spleenectomy                             | Danielle / Dr. Fields      | Kratek film         |
| 2009 | Frequently Asked Questions About Time Travel | Cassie                     |                     |
| 2009 | Observe and Report                           | Brandi                     |                     |
| 2009 | Cloudy with a Chance of Meatballs            | Sam Sparks                 | Glas                |
| 2009 | Alvin and the Chipmunks: The Squeakquel      | Jeanette Miller            | Glas                |
| 2010 | Yogi Bear                                    | Rachel Johnson             |                     |
| 2011 | Take Me Home Tonight                         | Wendy Franklin             |                     |
| 2011 | What's Your Number?                          | Ally Darling               | Tudi producentka    |
| 2011 | Alvin and the Chipmunks: Chipwrecked         | Jeanette Miller            | Glas                |
| 2012 | The Dictator                                 | Zoey                       |                     |
| 2013 | Movie 43                                     | Julie                      |                     |
| 2013 | I Give It a Year                             | Chloe                      |                     |
| 2013 | Cloudy with a Chance of Meatballs 2          | Sam Sparks                 | Glas                |
| 2014 | 22 Jump Street                               | Anna                       | Kratka vloga        |
| 2015 | Alvin and the Chipmunks: The Road Chip       | Jeanette Miller            | Glas                |
| 2016 | Keanu                                        | Sama sebe                  | Kratka vloga        |
| 2017 | The Emoji Movie                              | Jailbreak / Princess Linda | Glas                |
| 2018 | Overboard                                    | Kate Sullivan              |                     |

### Televizija
| Leto       | Naslov                                | Vloga                              | Dodatne informacije                                 |
| ---------- | ------------------------------------- | ---------------------------------- | --------------------------------------------------- |
| 1991       | Deception: A Mother's Secret          | Liz                                | TV film                                             |
| 2002, 2004 | King of the Hill                      | Lisa / Stoned Hippie Chick (voice) | 2 epizodi                                           |
| 2004       | Friends                               | Erica                              | 5 epizod                                            |
| 2004       | Mad TV                                | Sama sebe                          | 2 epizodi                                           |
| 2005       | Blue Skies                            | Sarah                              | TV film                                             |
| 2007       | Entourage                             | Sama sebe                          | 3 epizode                                           |
| 2008       | The Girls Next Door                   | Sama sebe                          | 1 epizoda                                           |
| 2008, 2011 | Saturday Night Live                   | Sama sebe                          | "Anna Faris/Duffy" (34.3) "Anna Faris/Drake" (37.4) |
| 2013–2020  | Mom                                   | Christy Plunkett                   | Glavna vloga (sezone 1–7), 152 epizod               |
| 2018       | The Joel McHale Show with Joel McHale | Sandy                              | Epizoda: "Bitterness and Disappointment"            |
| 2021       | HouseBroken                           | Chartreuse (glas)                  | 2 epizode                                           |

### Objavljena dela
| Leto | Naslov      |
| ---- | ----------- |
| 2017 | Unqualified |

## Pesmi
| Leto | Album               | Pesem                   | Založba                | Ref.            |
| ---- | ------------------- | ----------------------- | ---------------------- | --------------- |
| 2003 | Lost in Translation | "Nobody Does It Better" | Emperor Norton Records | [ 152 ]         |
| 2005 | Just Friends        | "Forgiveness"           | New Line Records       | [ 153 ]         |
| 2005 | Just Friends        | "Love from Afar"        | New Line Records       |                 |
| 2007 | Mama's Boy          | "Old-Fashioned Girl"    | Lakeshore Records      | [ 154 ]         |
| 2007 | Mama's Boy          | "Bad Bath and Bullshit" | Lakeshore Records      | [ 154 ] [ 155 ] |

## Nagrade in nominacije
| Leto | Nagrajevalec                           | Kategorija                                            | Delo                                | Rezultat    |
| ---- | -------------------------------------- | ----------------------------------------------------- | ----------------------------------- | ----------- |
| 2001 | MTV Movie Awards                       | Best Kiss (with Jon Abrahams)                         | Scary Movie                         | nominiran/a |
| 2001 | MTV Movie Awards                       | Breakthrough Female Performance                       | Scary Movie                         | nominiran/a |
| 2004 | Gold Derby Awards                      | Best Guest Actress in a Comedy Series                 | Friends                             | nominiran/a |
| 2004 | Fangoria Chainsaw Awards               | Best Supporting Actress                               | May                                 | Osvojil/a   |
| 2006 | Screen Actors Guild                    | Outstanding Performance by a Cast in a Motion Picture | Brokeback Mountain                  | nominiran/a |
| 2006 | MTV Movie Awards                       | Best Kiss (with Chris Marquette)                      | Just Friends                        | nominiran/a |
| 2006 | Teen Choice Awards                     | Choice Hissy Fit                                      | Just Friends                        | nominiran/a |
| 2006 | Teen Choice Awards                     | Choice Liplock                                        | Just Friends                        | nominiran/a |
| 2006 | Fangoria Chainsaw Awards               | Chick You Don't Wanna Mess With (Best Heroine)        | Scary Movie 4                       | nominiran/a |
| 2007 | MTV Movie Awards                       | Best Fight (with Uma Thurman)                         | My Super Ex-Girlfriend              | nominiran/a |
| 2007 | Stony Awards                           | Stonette of the Year                                  | Smiley Face                         | Osvojil/a   |
| 2009 | MTV Movie Awards                       | Best Comedic Performance                              | The House Bunny                     | nominiran/a |
| 2011 | Teen Choice Awards                     | Choice Movie Actress – Comedy                         | Take Me Home Tonight                | nominiran/a |
| 2012 | National Association of Theatre Owners | Star of the Year Award                                | The Dictator                        | Osvojil/a   |
| 2014 | People's Choice Awards                 | Favorite Actress in a New Television Series           | Mom                                 | nominiran/a |
| 2014 | Online Film and Television Association | Best Actress in a Comedy Series                       | Mom                                 | nominiran/a |
| 2014 | Prism Awards                           | Performance in a Comedy Series                        | Mom                                 | nominiran/a |
| 2014 | Behind the Voice Actors Awards         | Best Vocal Ensemble in a Feature Film (with cast)     | Cloudy with a Chance of Meatballs 2 | nominiran/a |
| 2016 | People's Choice Awards                 | Favorite Comedic Television Actress                   | Mom                                 | nominiran/a |
| 2017 | People's Choice Awards                 | Favorite Comedic Television Actress                   | Mom                                 | nominiran/a |
| 2018 | Teen Choice Awards                     | Choice Movie Actress – Comedy                         | Overboard                           | nominiran/a |